# قله (فیلم)
«قله» (انگلیسی: The Summit (film)) فیلمی در ژانر مستند است.